# Gustavo Scarpa
Gustavo Henrique Furtado Scarpa, noto semplicemente come Gustavo Scarpa (Campinas, 5 gennaio 1994), è un calciatore brasiliano, centrocampista dell'Atlético Mineiro.

## Caratteristiche tecniche
È un esterno sinistro che in occorrenza può giocare anche da mezza punta nel modulo falso nove. 

## Carriera

### Club

#### Gli inizi
Cresciuto nelle giovanili del Fluminense, ha debuttato il 1º giugno 2014 nel match pareggiato 1-1 contro l'Internacional.

#### Nottingham Forest e Olympiakos
Il 4 dicembre 2022 viene acquistato dal Nottingham Forest. Dopo 10 presenze complessive, il 18 agosto 2023 passa in prestito fino al termine della stagione ai greci dell'Olympiacos. Nel dicembre successivo, viene risolto anticipatamente il prestito, chiudendo così la sua esperienza in Grecia con 11 presenze in tutte le competizioni.

#### Atletico Mineiro
Il 28 dicembre 2023 viene annunciata la sua cessione a titolo definitivo all'Atlético Mineiro.

### Nazionale
Ha esordito con la nazionale brasiliana il 26 gennaio 2017 nell'amichevole vinto 1-0 contro la Colombia.

## Statistiche

### Presenze e reti nei club
Statistiche aggiornate al 28 dicembre 2023.
| Stagione                 | Squadra                  | Campionato               | Campionato | Campionato | Coppe nazionali | Coppe nazionali | Coppe nazionali | Coppe continentali | Coppe continentali | Coppe continentali | Altre coppe | Altre coppe | Altre coppe | Totale | Totale |
| Stagione                 | Squadra                  | Comp                     | Pres       | Reti       | Comp            | Pres            | Reti            | Comp               | Pres               | Reti               | Comp        | Pres        | Reti        | Pres   | Reti   |
| ------------------------ | ------------------------ | ------------------------ | ---------- | ---------- | --------------- | --------------- | --------------- | ------------------ | ------------------ | ------------------ | ----------- | ----------- | ----------- | ------ | ------ |
| 2014                     | Fluminense               | A                        | 6          | 0          | CB              | 0               | 0               | CS                 | 0                  | 0                  |             | -           | -           | 6      | 0      |
| gen.-giu. 2015           | Red Bull Brasil          | A+PAU                    | 0+11       | 0+2        | CB              | 0               | 0               |                    | -                  | -                  |             | -           | -           | 11     | 2      |
| 2015                     | Fluminense               | A+CAR                    | 28         | 5          | CB              | 6               | 1               |                    | -                  | -                  |             | -           | -           | 34     | 6      |
| 2016                     | Fluminense               | A+CAR                    | 34+15      | 8+3        | CB              | 7               | 2               |                    | -                  | -                  |             | -           | -           | 56     | 13     |
| 2017                     | Fluminense               | A+CAR                    | 38+5       | 2+3        | CB              | 3               | 1               | CS                 | 5                  | 1                  |             | -           | -           | 51     | 7      |
| Totale Fluminense        | Totale Fluminense        | Totale Fluminense        | 100+20     | 15+6       |                 | 16              | 4               |                    | 5                  | 1                  |             | -           | -           | 141    | 26     |
| 2018                     | Palmeiras                | A+A1/SP                  | 12+6       | 2+2        | CB              | 1               | 0               | CL                 | 2                  | 0                  |             | -           | -           | 21     | 4      |
| 2019                     | Palmeiras                | A+A1/SP                  | 27+11      | 4+3        | CB              | 1               | 0               | CL                 | 8                  | 6                  |             | -           | -           | 47     | 13     |
| 2020                     | Palmeiras                | A+A1/SP                  | 26+8       | 1+1        | CB              | 5               | 1               | CL                 | 6                  | 1                  | CmC         | 2           | 0           | 47     | 4      |
| 2021                     | Palmeiras                | A+A1/SP                  | 31+13      | 4+2        | CB              | 1               | 0               | CL                 | 7                  | 1                  | SB+RS+CmC   | 1+1+2       | 0+1+0       | 56     | 8      |
| 2022                     | Palmeiras                | A+A1/SP                  | 35+11      | 8+1        | CB              | 4               | 1               | CL                 | 8                  | 4                  |             | -           | -           | 58     | 14     |
| Totale Palmeiras         | Totale Palmeiras         | Totale Palmeiras         | 131+49     | 19+9       |                 | 12              | 2               |                    | 31                 | 12                 |             | 6           | 1           | 229    | 43     |
| gen.-giu. 2023           | Nottingham Forest        | PL                       | 6          | 0          | FACup+CdL       | 1+3             | 0+0             |                    | -                  | -                  |             | -           | -           | 10     | 0      |
| lug.-ago. 2023           | Nottingham Forest        | PL                       | 0          | 0          | FACup+CdL       | -               | -               |                    | -                  | -                  |             | -           | -           | 0      | 0      |
| Totale Nottingham Forest | Totale Nottingham Forest | Totale Nottingham Forest | 6          | 0          |                 | 4               | 0               |                    | -                  | -                  |             | -           | -           | 10     | 0      |
| ago.-dic. 2023           | Olympiacos               | SLE                      | 7          | 0          | CG              | -               | -               | UEL                | 4                  | 0                  |             | -           | -           | 11     | 0      |
| 2024                     | Atlético Mineiro         | A+A1/MIN                 | 5+11       | 1+2        | CB              | 1               | 0               | CL                 | 3                  | 3                  |             | -           | -           | 20     | 6      |
| Totale carriera          | Totale carriera          | Totale carriera          | 340        | 54         |                 | 33              | 6               |                    | 43                 | 16                 |             | 6           | 1           | 422    | 77     |

### Cronologia presenze e reti in nazionale
| Cronologia completa delle presenze e delle reti in nazionale ― Brasile | Cronologia completa delle presenze e delle reti in nazionale ― Brasile | Cronologia completa delle presenze e delle reti in nazionale ― Brasile | Cronologia completa delle presenze e delle reti in nazionale ― Brasile | Cronologia completa delle presenze e delle reti in nazionale ― Brasile | Cronologia completa delle presenze e delle reti in nazionale ― Brasile | Cronologia completa delle presenze e delle reti in nazionale ― Brasile | Cronologia completa delle presenze e delle reti in nazionale ― Brasile |
| Data                                                                   | Città                                                                  | In casa                                                                | Risultato                                                              | Ospiti                                                                 | Competizione                                                           | Reti                                                                   | Note                                                                   |
| ---------------------------------------------------------------------- | ---------------------------------------------------------------------- | ---------------------------------------------------------------------- | ---------------------------------------------------------------------- | ---------------------------------------------------------------------- | ---------------------------------------------------------------------- | ---------------------------------------------------------------------- | ---------------------------------------------------------------------- |
| 26-1-2017                                                              | Rio de Janeiro                                                         | Brasile                                                                | 1 – 0                                                                  | Colombia                                                               | Amichevole                                                             | -                                                                      | 69’                                                                    |
| Totale                                                                 |                                                                        | Presenze                                                               | 1                                                                      |                                                                        | Reti                                                                   | 0                                                                      |                                                                        |

## Palmarès

### Club

#### Competizioni statali
- Campionato paulista: 2

Palmeiras: 2020, 2022
- Campionato mineiro: 2

Atlético Mineiro: 2024, 2025

#### Competizioni nazionali
- Campionato brasiliano: 1

Palmeiras: 2018

#### Competizioni internazionali
- Coppa Libertadores: 2

Palmeiras: 2020, 2021
- Recopa Sudamericana: 1

Palmeiras 2022

### Individuale
- Bola de Ouro: 1

2022
- Bola de Prata: 1

2022
- Prêmio Craque do Brasileirão: 2

Miglior giocatore: 2022
Squadra del campionato: 2022